# 蘇達姆山
蘇達姆山'是南極洲的山峰，位於伊利沙伯女皇地，處於克拉克嶺以西6公里，屬於彭薩科拉山脈中帕圖克森特山脈的一部分，海拔高度1,020米，美國地質調查局根據測量和美國海軍拍攝的空中照片繪入地圖，現時由南極條約體系管理。